# C6orf48
C6orf48 (англ. Chromosome 6 open reading frame 48) – білок, який кодується однойменним геном, розташованим у людей на 6-й хромосомі. Довжина поліпептидного ланцюга білка становить 75 амінокислот, а молекулярна маса — 8 344.
| 10         |  | 20         |  | 30         |  | 40         |  | 50         |
| ---------- |  | ---------- |  | ---------- |  | ---------- |  | ---------- |
| MERSFVWLSC |  | LDSDSCNLTF |  | RLGEVESHAC |  | SPSLLWNLLT |  | QYLPPGAGHI |
| LRTYNFPVLS |  | CVSSCHLIGG |  | KMPEN      |  |            |  |            |

A: Аланін

C: Цистеїн

D: Аспарагінова кислота

E: Глутамінова кислота

F: Фенілаланін

G: Гліцин

H: Гістидин

I: Ізолейцин

K: Лізин

L: Лейцин

M: Метіонін

N: Аспарагін

P: Пролін

Q: Глутамін

R: Аргінін

S: Серин

T: Треонін

V: Валін

W: Триптофан